# 樹球真巨口魚
樹球真巨口魚（学名：Eustomias arborifer）为輻鰭魚綱巨口鱼目巨口鱼科的其中一種。分布於大西洋熱帶及亞熱帶海域，為深海魚類，本魚體細長且為黑色，吻部能夠伸展，細長的觸鬚末端具2個球莖，體長可達25.3公分，屬肉食性，以魚類為食。

## 扩展阅读
維基物種上的相關：樹球真巨口魚